# Friend Request
Friend Request (también conocida como Unfriend) es una película de terror y suspenso alemana dirigida por Simon Verhoeven. Con un guion de Matthew Ballen, Philip Koch y Verhoeven, los protagonistas de la película son Alycia Debnam-Carey, William Moseley, Connor Paolo, Brit Morgan, Brooke Markham, Sean Marquette y Liesl Ahlers.
La película se estrenó el 7 de enero de 2016 en Alemania.

## Sinopsis
Laura (Alycia Debnam-Carey) es una de las alumnas más populares en la escuela y disfruta de su vida. Es activa en las redes sociales y, sobre todo le gusta compartir cosas sobre ella con sus casi 800 amigos en Facebook. Un día, Laura recibe una petición de amistad de Marina (Liesl Ahlers), una chica nueva de su clase que apenas conoce, pero aun así la acepta. Esto pone en marcha una maldición terrible. Laura empieza a obsesionarse con el perfil de la chica desconocida y esto comienza a conducirle más y más hacia la soledad. Cuándo todos sus amigos más cercanos comienzan a morir bajo circunstancias brutales, sólo tiene unos pocos días para solucionar el misterio de la chica y salvar a sus amigos.

## Reparto
- Alycia Debnam-Carey como Laura.
- William Moseley como Tyler.
- Connor Paolo como Kobe.
- Brit Morgan como Olivia.
- Brooke Markham como Isabel.
- Sean Marquette como Gustavo.
- Liesl Ahlers como Marina.

## Producción
Originalmente titulado Unknown Error, la película fue más tarde rebautizada como Friend Request internacionalmente, para evitar la confusión con la película de 2014 Unfriended. En Alemania, la película lleva el título de Unfriend, desde que Unfriended fue estrenada como Unknown User en Alemania.
La película estuvo rodada en Ciudad del Cabo, Sudáfrica. Aunque la película fue producida por el director alemán Simon Verhoeven y por compañías de producción alemana, el reparto en gran parte es de habla inglesa,  lo que requirió que la película fuese rodada en inglés. La grabación finalizó en marzo de 2014.

## Estreno
Se espera que la película sea estrenada en Alemania el 7 de enero de 2016. Por diciembre del 2015, un distribuidor para los Estados Unidos no ha firmado todavía.